# Сазонов, Саба Андреевич
Са́ба Андре́евич Сазо́нов (род. 1 февраля 2002, Санкт-Петербург) — грузинский и российский футболист, защитник итальянского клуба «Торино» и сборной Грузии.

## Биография
Родился 1 февраля 2002 года. Отец Андрей Сазонов — русский, мать Нино Нишнианидзе — грузинка, родом из Самтредиа, в Грузии профессионально занималась волейболом. Позже переехала в Санкт-Петербург, там и произошло знакомство с Андреем. В пять лет Саба пошёл в школу в Грузии. В 6 лет с братом Давидом (младше на год) стал заниматься в школе «Смена», первый тренер Владимир Вильде.
За молодёжную команду «Зенита» дебютировал 1 марта 2019 года в игре против «Урала». В ЮФЛ дебютировал 14 августа 2019 года в матче против «Строгино». 16 августа 2019 года провёл первый матч за «Зенит-2», выйдя на замену в матче против петербургской «Звезды». 2 ноября в игре с «Велесом» впервые вышел в стартовом составе и провёл весь матч.
16 мая 2021 года в гостевом матче против «Тамбова» (5:1) дебютировал за основной состав «Зенита» в матче 30-тура чемпионата России, выйдя на замену.
С июня 2021 года был на просмотре в московском «Динамо». Провёл несколько товарищеских игр на сборах. 9 июля 2021 перешёл в клуб в качестве свободного агента, подписав контракт на 3 года. За «Динамо» в общей сложности вышел на поле в 34 матчах РПЛ, в которых забил 1 мяч и был включён в символическую сборную 5 туров РПЛ, также принял участие в 10 матчах Кубка России по футболу.
В сентябре 2022 года принял решение выступать за сборную Грузии.
В августе 2023 года перешёл в итальянский «Торино».

## Личная жизнь
Выпускник ПГУПС, факультет экономики и менеджмента, направление — прикладная психология.

## Достижения

###### "Зенит" (Санкт-Петербург)
- Чемпион России: 2020/21

###### "Динамо Москва"
- Бронзовый призёр чемпионата России: 2021/22
- Вошёл в список “Многообещающие таланты U21 со всего мира”, выпущенный CIES Football Observatory по итогам 2022 года под номером 7 среди самых многообещающих центральных защитников оборонительного плана[8].

###### Грузинская футбольная федерация
- Лучший молодой игрок 2023 года[9]